# Incursiones turcas al noreste de Siria de 2018
Las incursiones turcas al noreste de Siria de 2018 fueron una serie de choques fronterizos por parte de las fuerzas armadas de Turquía contra las posiciones kurdas de las Unidades de Protección Popular en el marco de la Guerra Civil Siria. Los ataques se llevaron a cabo entre el 31 de octubre al 6 de noviembre, y forma parte de la expansión territorial de la intervención militar turca en Siria, el conflicto turco-kurdo y el conflicto en el Kurdistán sirio.
De forma geográfica el teatro de operaciones se desarrollaron en Rojava, al noreste de Siria, siendo las gobernaciones de Alepo, Al Raqa y Hasaka las que sufrieron las principales incursiones, igualmente las ciudades de Kobani y Tell Abyad fueron bombardeadas por el ejército turco.

## Contexto
Según la postura kurda el motivo de las inesperadas incursiones fue para asegurar nuevo territorio bajo control turco para trasladar a combatientes de los grupos yihadistas Tahrir Al-Sham y Jabhat Fateh al-Sham como parte del acuerdo para la creación de la zona desmilitarizada de Idlib en el noroeste de Siria, de esa forma el gobierno turco expulsaría a los kurdos y traería más aliados bajo su protección. El 30 de octubre de 2018, el ministro de defensa turco Hulusi Akar confirmó a medias la idea kurda, pues Akar dijo que «El plan es eliminar el YPG [Unidades de Protección Popular], recoger sus armas pesadas y, finalmente, permitir que la gente real de Manbiy tenga el control total de su ciudad».

## Incursiones

Situación militar actual en Siria. Territorios:
Controlados por la autoadministración kurda
Controlados por el gobierno sirio
Controlados por el Estado Islámico de Irak y el Levante
Controlados por otros rebeldes
Controlados por el Frente Al-Nusra(Para un mapa más detallado, véase en la Wikipedia inglesa aquí)

El ejército turco informó que cuatro milicianos kurdos murieron y otros seis resultaron heridos en el bombardeo de las posiciones de las unidades de Protección Popular  (YPG). Las Fuerzas Democráticas Sirias (FDS) afirmaron que el ataque había detenido temporalmente las operaciones contra Estado Islámico cerca de la frontera iraquí. Las Fuerzas Democráticas Sirias también afirmaron que las intervenciones turcas no se limitaban a Kobane, sino a las áreas circundantes a lo largo de la frontera sirio-turca mantenida por Rojava. El 30 de octubre de 2018, el presidente turco Recep Tayyip Erdoğan prometió limpiar a las milicias kurdas de la región oriental del río Éufrates, mientras que el 29 de octubre las fuerzas turcas habían bombardeado las posiciones de YPG a lo largo del mencionado río. En respuesta al ataque, la SDF desplegó varias unidades de la gobernación de Deir ez-Zor para enfrentar a las fuerzas turcas. En represalia, el YPG afirmó haber destruido un vehículo turco y haber publicado un vídeo del ataque; sin embargo, la reclamación no fue reconocida por el gobierno turco. Un vehículo militar turco disparó contra la estación fronteriza en la ciudad de Tell Abyad, dejando un muerto de las Fuerzas de Autodefensas Kurdas.
Con Estados Unidos manteniendo relaciones positivas tanto con Turquía como con Rojava, una delegación militar estadounidense llegó a Tell Abyad para intentar mediar entre las dos partes para intentar resolver el conflicto.
El 1 de noviembre de 2018, el ejército turco atacó a Kobani con helicópteros y obuses en preparación para una ofensiva y al mismo tiempo coordinado planes para una ofensiva con el opositor Ejército Nacional Sirio con sede en Afrin.
Los enfrentamientos continuaron con bombardeos esporádicos y el 6 de noviembre, Turquía atacó la ciudad de Ras al-Ayn, un importante punto de suministro de YPG.

## Secuelas

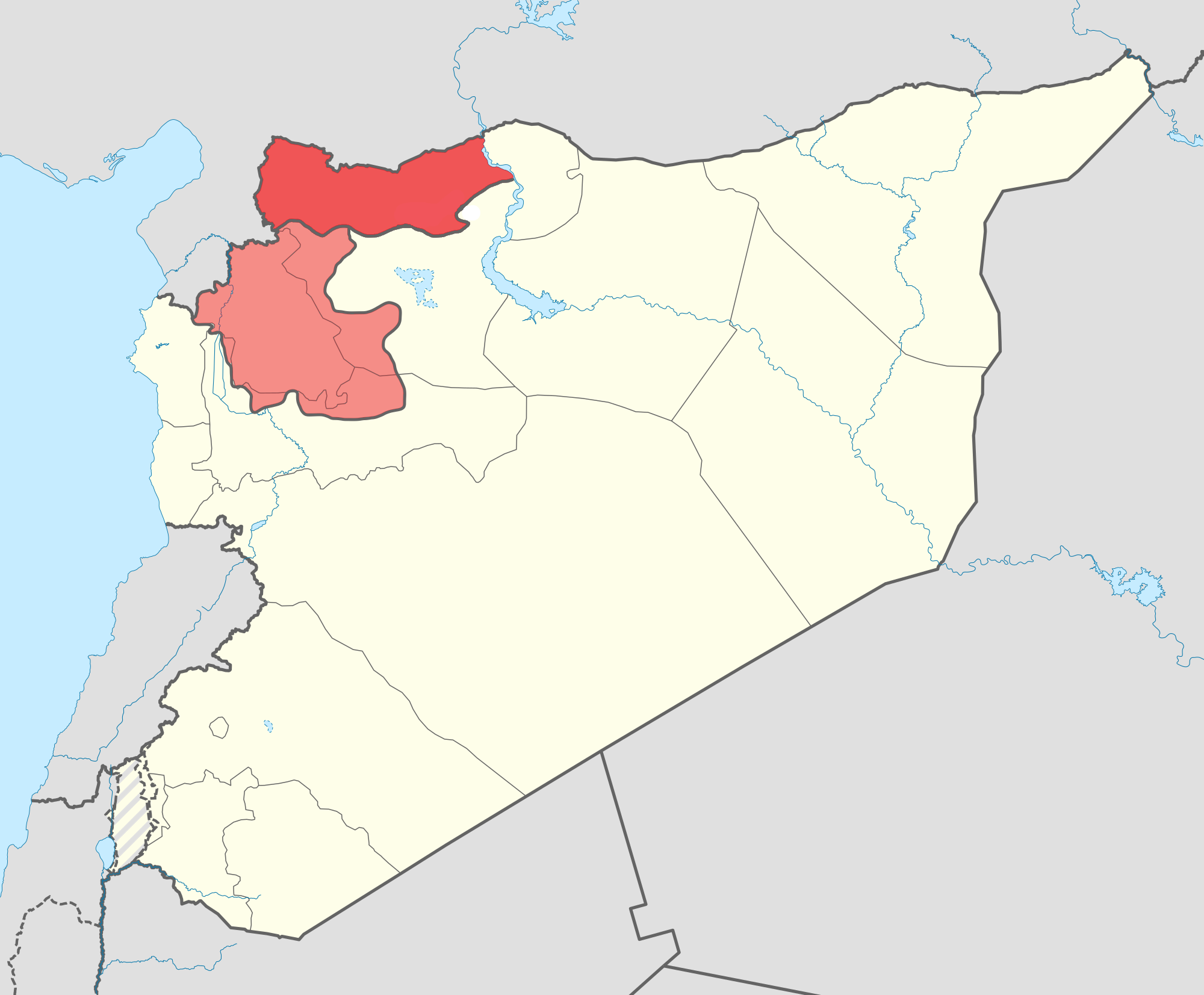
Áreas controladas por Turquía en Siria después de sus operaciones militares: Escudo del Éufrates, Rama de Olivo y Proteger Idlib.

El 21 de noviembre, el secretario de Defensa de los Estados Unidos, Jim Mattis, anunció que Estados Unidos establecería nuevos puestos de observación a lo largo de la frontera turca en el norte de Siria para reducir incidencias similares entre las fuerzas turcas y los militantes kurdos en la región. El esfuerzo fue visto como una forma de aliviar las tensiones entre los dos aliados de la OTAN y no requiere el despliegue de tropas estadounidenses adicionales en Siria. La medida fue tomada como algo controvertida debido a que los legisladores de los Estados Unidos expresaron su preocupación por el avance de la misión en Siria en las últimas semanas y meses. Se instalaron un total de tres puestos de observación en Tal Abyad y dos en Kobani. El primer puesto de Tal Abyad se completó el 27 de noviembre. Para el 12 de diciembre se establecieron tres puestos de observación en total. Un legislador dijo:

Las posiciones estaban claramente marcadas y cualquier fuerza que las atacara definitivamente sabría que están atacando a los Estados Unidos.

El 12 de diciembre de 2018, el gobierno turco anunció que comenzaría las operaciones contra Rojava "en unos pocos días" en un aparente reproche de los esfuerzos de Estados Unidos para garantizar la seguridad de la frontera turca en el área. En respuesta, el Pentágono dijo que cualquier acción militar unilateral tomada en el norte de Siria, donde operan las fuerzas estadounidenses, sería "inaceptable". Sin embargo, varios días después, Estados Unidos anunció el retiro de sus tropas de Siria, después de lo cual Turquía pospuso el ataque planeado.
El 25 de diciembre, el SDF entregó la ciudad de Arima, al oeste de Manbiy, a las tropas del gobierno de Bashar al-Ásad.
Entre el 27 y el 28 de diciembre, el Consejo Militar de Manbiy invitó a las tropas sirias a ingresar a Manbiy para evitar un futuro avance turco. Las fuerzas gubernamentales sirias se desplegaron gradualmente en el campo circundante mientras las tropas estadounidenses seguían patrullando dentro de la ciudad y en las líneas de contacto con el Ejército Nacional Sirio respaldado por Turquía, cuyas unidades continuaban desplegándose y movilizándose a lo largo de la frontera de la ciudad mencionada.
Tras la crítica de la retirada planificada de sus tropas, el 6 de enero, los Estados Unidos impusieron la seguridad de sus aliados liderados por los kurdos como condición para la retirada.